# KPGT
KPGT (akronim od  Kazalište, Pozorište, Gledalište, Teatar) je ime nekadašnje vanistitucionalne kazališne družine sa sjedištem u Zagrebu, koja je djelovala po cijeloj Jugoslaviji.

## Povijest kazališne družine KPGT
KPGT je u jesen 1977., pod pokroviteljstvom CKD-a iz Zagreba, osnovala grupa tadašnjih prominentnih kazališnih umjetnika; Ljubiša Ristić, redatelj iz Beograda, Nada Kokotović, koreograf i redatelj iz Zagreba, Rade Šerbedžija, glumac iz Zagreba i Dušan Jovanović, dramski pisac i redatelj iz Ljubljane.
Prva predstava kojom se KPGT predstavio publici, bila je Oslobođenje Skoplja Dušana Jovanovića u režiji Ljubiša Ristića, s Radom Šerbedžijom i Inge Appelt u glavnim ulogama. Premijerno je izvedena na Gornjem Gradu u Zagrebu, u lipnju 1978. Zadnji put je igrana u Lenjingradu, u lipnju 1991. Predstava je izvedena 800 puta, od čega 36 puta na turneji u Australiji, 78 puta na turneji po Americi i preko 30 puta u raznim gradovima Europe i Meksika. Ta predstava bila je s jedne strane dočekana kao veliki kazališni novum i pozitivni eksperiment (glazba sastava Leb i sol, glumci naturšćici- zagrebački odvjetnik Vladimir Rubčić), no neki su imali i velike ograde od toga, zbog njezinog prekomjernog bratstva i jedinstva (malo srpski, malo hrvatski, malo makedonski, malo slovenski, malo albanski,). U svakom slučaju predstava je podigla dosta prašine, i pokupala brojne nagrade (pet nagrada na Sterjinom pozorištu, OBBIE New York).
KPGT je potom podigao i dosta prašine sa svojom drugom predstavom Karamazovi, Dušana Jovanovića - u kojoj se kao tema pojavio logor za informbirovce Goli otok. Vremenom kako se bližio raspad Jugoslavije, interes za KPGT projekt je opadao, a i sami osnivači tog kazališta počeli su se razilaziti. Nada Kokotović je početkom 1991. emigrirala u Njemačku, Rade Šerbedžija nešto kasnije u Englesku, Ljubiša Ristić bacio se u političke vode i bio desna ruka Mirjane Marković Milošević u srpskoj stranci Jul. U svakom slučaju 1990-ih se KPGT CKD-a Zagreb raspao.
Projekt KPGT je nastavljen 1990-ih-, u krnjem obliku u Subotici, na kraju je završio u Beogradu, ali i tu se postupno gasio,- danas je to više disko klub nego kazalište.

## Poznatije predstave KPGT-a
- Dušan Jovanović: Olobođenje Skoplja
- Dušan Jovanović: Braća Karamazovi
- Shakespeare: Richard III.
- Sofoklo: Kralj Edip
- Shakespeare: Tit Andronik

## Glumci koji su radili s KPGT-om
- Rade Šerbedžija
- Ingeborg Appelt (u predstavama; Kralj Edip i Tit Andronik)[3]
- Radko Polič[1]
- Antonija Ćutić
- Miodrag Krivokapić
- Aleksandar Cvjetković[4]

## Vanjske poveznice
- KPGT na facebooku
- Današnje kazalište KPGT u Beogradu